# كريم الحماية
هو تركيب موضعي يتم استخدامه في التطبيقات الصناعية وفي مستحضرات التجميل لوضع حاجز مادي بين الجلد والملوثات التي قد تهيج الجلد (التهاب الجلد التماسي أو التهاب الجلد المهني). يوجد العديد من المصطلحات الأخرى للكريمات المصممة لحماية البشرة من المواد الضارة، منها الكريمات الواقية للبشرة، وكريمات ما قبل العمل، والمواد الهلامية المضادة للمذيبات، والمراهم الواقية،  والمستحضرات الواقية. يتم استخدام ثلاث فئات من كريمات الحماية:
- كريمات مضادة للماء.
- كريمات قابلة للذوبان في الماء.
- كريمات مصممة لتطبيقات خاصة.
```
[
4
]
 من الممكن ان تحتوي كريمات الحماية على مواد مثل أكسيد الزنك أو التلك أو الكاولين لطبقة فوق الجلد.
[
5
]
 للعناية باليدين، تم تصميمها للحماية من ضرر المنظفات والمهيجات الأخرى.
[
6
]
 عالية كريمات الحماية مثيرة للجدل. لم يثبت أنها مفيدة في منع إكزيما اليد. توصلت مراجعة كوكرين لعام 2010 إلى عدم وجود أدلة كافية لتحديد ما إذا كان كريم الحماية يمكن أن يمنع التهاب الجلد التماسي المهني.
[
1
]
 إنها بديل ضعيف للملابس الواقية للعمال.
[
7
]
 توفر القفازات حماية أكبر من الكريمات الحماية.
[
8
]
 بالأضافه إلى ذلك فهي فعالة بشكل معقول لحماية الوجه من بعض المواد المنقولة عبر جوا.
[
7
]
```

تشير بعض الأدلة إلى أن الاستخدام غير الصحيح لكريم الحماية يمكن أن يسبب تأثيرًا ضارًا وليس مفيدًا. قد تكون البشرة التي تم ترطيبها بواسطة كريم الحماية أكثر عرضة للتهيج بواسطة كبريتات لوريل الصوديوم، والتي يمكن أن تتخلل الجلد المائي بسهولة أكبر بسبب الماء. قد تتسبب كريمات الحماية التي تحتوي على الفازلين أو بعض الزيوت في تدهور المطاط أو قفازات اللاتكس.

## الاستخدامات الطبية

### العناية باليدين
تم تصميم كريمات الحماية للوقاية من ضرر المنظفات والمهيجات الأخرى. للمساعدة في منع انتشار مسببات الأمراض، يطلب من مقدمي الرعاية الصحية غسل أيديهم باستمرار. يمكن أن يؤدي غسل اليدين بشكل مستمر إلى تلف مزمن يسمى التهاب الجلد التماسي المهيج الذي يشمل الجفاف والتهيج والحكة والأخطر من ذلك التشقق والنزيف. التهاب الجلد التماسي المهيج شائع جدًا بين الممرضات، ويتراوح من 25٪ إلى 55٪، مع ما يصل إلى 85٪ يتعلق بتاريخ من مشاكل الجلد. اعتبرت منظمة الصحة العالمية استخدام كريمات الحماية ووجدت فعاليتها «ملتبسة» ومكلفة للغاية بحيث لا يمكن أخذها في الاعتبار في أماكن الرعاية الصحية حيث تكون الموارد محدودة.
توصلت مراكز السيطرة على الأمراض والوقاية منها إلى أن «تجربتان معشاتان عشوائيتان حديثتان قيمتا الحالة الجلدية لمقدمي الرعاية أظهرت أن كريمات الحماية لم تسفر عن نتائج أفضل من غسول السيطرة أو السيارة المستخدمة. ونتيجة لذلك، ما إذا كانت كريمات الحماية فعالة في منع التهاب الجلد التماسي المهيج بين العاملين في مجال الرعاية الصحية لا يزال مجهولا».

### الطفح
وجد دليل مستشفى جريت أورموند ستريت لممارسات تمريض الأطفال لعام 2012 أن «الحفاضات التي تستخدم لمرة واحدة فعالة في سحب السوائل بعيدًا عن الجلد ويمكن تغييرها بشكل أقل تكرارًا في غياب البراز، مما يجعل التطبيق المنتظم لكريمات الحماية غير ضرورية في معظم الأطفال».

### الأعمال ذات الصلة
تم استعمالها في الصناعة لحماية بشرة العمال من الملوثات التي تصادف في مهن مثل الممرضات ومصففي الشعر والموظفين في صناعة تجهيز الأغذية والمنظفات والعاملين في المعادن والطابعات والبنائين إلخ.
توصلت مراجعة كوكرين لعام 2010 إلى عدم وجود أدلة كافية لتحديد ما إذا كان كريم الحماية يمكن أن يمنع التهاب الجلد التماسي المهيج في مكان العمل. يمكن استخدام كريمات الحماية قبل التعرض للمهيجات المحتملة،  ولكن لا يتم استخدامها عادةً كحماية رئيسية ضد المواد الخطرة. إنها بديل ضعيف للملابس الواقية للعمال؛ ; على وجه الخصوص، توفر القفازات حماية أكبر. لكن كريمات الحماية تعمل بشكل فعال لحماية الوجه من بعض المواد المحمولة جواً. ; يقال أن كريمات الحماية النشطة التي تحتوي على السيليكون وحمض الطرطريك والغليسرين والمكونات الأخرى مفيدة لبعض عمال البناء الذين يتأثرون بالكرومات.;

### الفعالية
فعالية هذه الكريمات مثيرة للجدل. 5 لم يثبت أنها مفيدة في منع إكزيما اليد. وفقًا لمجلس السلامة الوطني «يمكن أن تقوم هذه المستحضرات بحماية الجلد من الجفاف».

## السلامة
توصلت مراجعة عام 2002 أن «بعض التقارير تشير إلى أن تطبيق Barrier Cream (كريم الحماية) غير المناسب قد يؤدي إلى آثار ضارة بدلاً من آثار مفيدة». يمكن أن تتخلل الجلد المائي بسهولة أكبر بسبب الماء. عند التعامل مع الجزيئات الخطرة مثل هيدروكسيد الصوديوم، يمكن أن تتفاعل المكونات في كريم الحماية وتسبب تهيج الجلد. قد تتسبب كريمات الحماية التي تحتوي على الفازلين أو بعض الزيوت في تدهور المطاط أو قفازات اللاتكس.

## آلية العمل
تتغير آلية كريم الحماية حسب المنتج. يتم استخدام ثلاث أنواع من كريمات الحماية: كريمات مضادة للماء، كريمات قابلة للذوبان في الماء، وكريمات مصممة لتطبيقات خاصة.
 يعمل كريم الحماية المرطب كغشاء تزييت على الجلد لمنع فقدان الماء (استنزاف الماء عبر البشرة) في الطبقة الخارجية من الجلد، الطبقة القرنية. من الممكن ان يكون لها تأثير وقائي ضد التهاب الجلد التماسي المهيج والتهاب الجلد التماسي التحسسي، والذي ينتج غالبًا عن هذا الاستنزاف. يمكن تصنيف هذه الكريمات الحاجزة على أنها الإطباق (التي تمنع الخسارة من خلال تأثيرالمواد الكارهه للماء) أو المرطبات (التي تمتص الماء من الأدمة والبيئة بسبب التنظير المائي) أو عوامل الترطيب (التي ترطب البشرة وتحافظ على محتواها المائي). قد تحتوي كريمات الحماية على مواد مثل أكسيد الزنك أو التلك أو الكاولين لوضعها على الجلد.
 تهدف كريمات الحماية الأخرى إلى حماية الجلد من بعض العوامل الخارجية، على الرغم من أنها غير كافية لتوفير حاجز كامل.

## المجتمع والثقافة
في عام 2005، بدأت وكالة التسويق عبر الإنترنت Expansion Plus في الترويج لمصطلح الكريم الواقي في حملة ناجحة للغاية اعتمدت على زرع المعلومات في وسائل التواصل الاجتماعي بحيث يتم التقاطها ونشرها بشكل فيروسي. كان المبدأ الأساسي هو وضع المقالات على موقع skinmdnatural.com الذي بدا أنه مراجعات، ثم توزيع الروابط عبر المواقع الإخبارية والبيانات الصحفية، بحيث يتم تكرار المراجعات المزعومة في مكان آخر.